# Redemptor Hominis

Wappen Johannes Paul II.

Mit Redemptor Hominis, amtliche Veröffentlichung: Erlöser des Menschen, ist die Antrittsenzyklika von Papst Johannes Paul II. aus dem Jahre 1979 überschrieben. In ihr legt er sein theologisches Programm dar: Rückbesinnung auf Christus als Zentrum der Kirche und Ausgangspunkt der Theologie, den Menschen in seiner personalen Existenz als „Weg der Kirche“.

## Inhalt (Gliederung)
I. DAS ERBE
1. Am Ende des zweiten Jahrtausends
2. Die ersten Worte des neuen Pontifikates
3. Im Vertrauen auf den Geist der Wahrheit und der Liebe
4. Der Bezug zur ersten Enzyklika Pauls VI.
5. Kollegialität und Apostolat
6. Der Weg zur Einheit der Christen
II. DAS GEHEIMNIS DER ERLÖSUNG
7. Umfangen vom Geheimnis Christi
8. Die Erlösung: eine neue Schöpfung
9. Die göttliche Dimension im Geheimnis der Erlösung
10. Die menschliche Dimension im Geheimnis der Erlösung

„Der Mensch kann nicht ohne Liebe leben. Er bleibt für sich selbst ein unbegreifliches Wesen; sein Leben ist ohne Sinn, wenn ihm nicht die Liebe geoffenbart wird, wenn er nicht der Liebe begegnet, wenn er sie nicht erfährt und sich zu eigen macht, wenn er nicht lebendigen Anteil an ihr erhält. Und eben darum macht Christus, der Erlöser, wie schon gesagt, dem Menschen den Menschen selbst voll kund. Dieses ist – wenn man sich so ausdrücken darf – die menschliche Dimension im Geheimnis der Erlösung. In dieser Dimension findet der Mensch die Größe, die Würde und den Wert, die mit seinem Menschsein gegeben sind. Im Geheimnis der Erlösung wird der Mensch »neu bestätigt« und in gewisser Weise neu geschaffen. Er ist neu erschaffen! »Es gibt nicht mehr Juden und Griechen, nicht Sklaven und Freie, nicht Mann und Frau; denn ihr alle seid ‚einer‘ in Christus Jesus«.
Der Mensch, der sich selbst bis in die Tiefe verstehen will – nicht nur nach unmittelbar zugänglichen, partiellen, oft oberflächlichen und sogar nur scheinbaren Kriterien und Maßstäben des eigenen Seins –, muß sich mit seiner Unruhe, Unsicherheit und auch mit seiner Schwäche und Sündigkeit, mit seinem Leben und Tode Christus nahen. Er muß sozusagen mit seinem ganzen Selbst in ihn eintreten, muß sich die ganze Wirklichkeit der Menschwerdung und der Erlösung »aneignen« und assimilieren, um sich selbst zu finden.
Wenn sich in ihm dieser tiefgreifende Prozeß vollzieht, wird er nicht nur zur Anbetung Gottes veranlaßt, sondern gerät auch in tiefes Staunen über sich selbst. Welchen Wert muß der Mensch in den Augen des Schöpfers haben, wenn »er verdient hat, einen solchen und so großen Erlöser zu haben«, wenn »Gott seinen Sohn hingegeben hat«, damit er, der Mensch, »nicht verlorengeht, sondern das ewige Leben hat«. Dieses tiefe Staunen über den Wert und die Würde des Menschen nennt sich Evangelium, Frohe Botschaft.
Dieses Staunen rechtfertigt die Sendung der Kirche in der Welt, auch und vielleicht vor allem »in der Welt von heute«. Dieses Staunen und zugleich die Überzeugung und Gewißheit, die in ihrer tiefsten Wurzel Glaubensgewißheit ist, die aber auf verborgene und geheimnisvolle Weise auch jeden Aspekt des wahren Humanismus beseelt, ist eng mit Christus verbunden.“

11. Das Geheimnis Christi als Grundlage der Sendung der Kirche und des Christentums
12. Der Auftrag der Kirche und die Freiheit des Menschen
III. DER ERLÖSTE MENSCH UND SEINE SITUATION IN DER WELT VON HEUTE
13. Christus ist mit jedem Menschen verbunden

„... Jesus Christus ist der Hauptweg der Kirche. Er selbst ist unser Weg zum Haus des Vaters und ist auch der Zugang zu jedem Menschen. Auf dieser Straße, die von Christus zum Menschen führt, auf der Christus jedem Menschen zur Seite tritt, darf die Kirche sich von niemandem aufhalten lassen. Das fordert das zeitliche wie auch das ewige Heil des Menschen. Wenn die Kirche auf Christus sieht und auf das Geheimnis, welches ihr Leben ausmacht, dann kann sie nicht unempfindlich bleiben für alles, was dem wahren Wohl des Menschen dient, so wie es ihr auch nicht gleichgültig sein kann, wenn dieses bedroht wird.“

14. Alle Wege der Kirche führen zum Menschen

„.... Der Mensch in der vollen Wahrheit seiner Existenz, seines persönlichen und zugleich gemeinschaftsbezogenen und sozialen Seins – im Bereich der eigenen Familie, auf der Ebene der Gesellschaft und so vieler verschiedener Umgebungen, auf dem Gebiet der eigenen Nation oder des eigenen Volkes oder vielleicht auch nur des eigenen Klans oder Stammes, schließlich auch im Bereich der gesamten Menschheit – dieser Mensch ist der erste Weg, den die Kirche bei der Erfüllung ihres Auftrags beschreiten muß: er ist der erste und grundlegende Weg der Kirche, ein Weg, der von Christus selbst vorgezeichnet ist und unabänderlich durch das Geheimnis der Menschwerdung und der Erlösung führt. …
Da also der Mensch der Weg der Kirche ist, der Weg ihres täglichen Lebens und Erlebens, ihrer Aufgaben und Mühen, muß sich die Kirche unserer Zeit immer wieder neu die »Situation« des Menschen bewußt machen. Sie muß seine Möglichkeiten kennen, die eine immer neue Richtung nehmen und so zu Tage treten; zugleich aber muß die Kirche die Bedrohungen kennen, die über dem Menschen hängen. Sie muß sich all dessen bewußt sein, was offenkundig dem Bemühen entgegensteht, das Leben der Menschen »immer humaner zu gestalten«, damit alle Bereiche dieses Lebens der wahren Würde des Menschen entsprechen. Mit einem Wort: die Kirche muß alles kennen, was diesem Prozeß entgegensteht."“

15. Die Ängste des heutigen Menschen
16. Fortschritt oder Bedrohung?
17. Menschenrechte:»Buchstabe« oder »Geist«
IV. DIE SENDUNG DER KIRCHE UND DAS SCHICKSAL DES MENSCHEN
18. Die Kirche in ihrer Sorge um die Berufung des Menschen in Christus
19. Die Verantwortung der Kirche für die Wahrheit
20. Eucharistie und Buße
21. Die Berufung des Christen: dienen und herrschen
22. Die Mutter unseres Vertrauens

## Quelle
Papst Johannes Paul II.: Enzyklika „Redemptor hominis“ vom 4. März 1979, hrsg. v. Sekretariat der Deutschen Bischofskonferenz (Verlautbarungen des Apostolischen Stuhls; Nr. 6), als PDF ;
lateinisch/deutsch (auszugsweise – nur Nr. 10 u. 14) in: DH 4640 – 4649.